# 학교모범
학교모범(學校模範)은 이이가 조선 선조 15년(서기 1582년)에 왕명을 받아 저술한 학생수양의 지침서로 16개 조목으로 이루어져 있다. 학교모범은 그 시대의 청소년 교육을 쇄신하기 위한 목적으로 만들어진 것으로 사료되며 오늘날의 대한민국의 국민교육헌장과 같은 목적으로 만들어진 조선시대의 교육헌장으로서 가정과 학교 뿐 아니라 사회생활에서의 준칙도 제시하고 있다.

## 16개 조목
1. 입지(立志):학문을 갈고 닦을 뜻을 세우고 목표를 바르게 한다.
2. 검신(檢身):선비로서의 몸가짐과 행위를 점검하고 단속한다.
3. 글읽기(讀書):글을 읽을 때 몸가짐과 마음가짐을 바르게 한다.
4. 신언(愼言):말버릇을 신중하게 하여 예법에 유익한 말을 가려서 한다.
5. 존심(存心):안으로 마음을 다잡아 외물의 유혹을 받지 않아야 한다.
6. 사친(事親):부모를 효심으로 섬긴다.
7. 사사(事師):스승을 도리를 다하여 섬긴다.
8. 택우(擇友):벗을 가려서 사귀고 교우의 예를 다한다.
9. 거가(居家):집안을 윤리에 어긋남이 없이 잘 다스려야 한다.
10. 접인(接人):사람을 대함에 있어 예의를 준수한다.
11. 응과(應科):뜻있는 선비가 몰두할 것은 아니나 과거를 응시함에 있어서는 마땅히 공을 이루어야 하고 시간을 허비하여서는 안된다.
12. 수의(守義):이(利)와 의(義)를 잘 분별하여 의(義)를 지킨다.
13. 상충(尙忠):충직함과 순후함과 기개와 절조가 하나가 되어 조금도 어긋남이 없어야 한다.
14. 독경(篤敬):공경을 돈독히 하여 그침이 없어야 한다.
15. 거학(居學):학교에서의 생활에서 강령에 어긋남이 없이 근학에 힘쓴다.
16. 독법(讀法):글을 읽는 정해진 방법(혹은 과정)에 따라 공부에 힘쓴다.